# Junior Eurovision Song Contest
Junior Eurovision Song Contest (známá také zjednodušeně jako JESC, Junior Eurovision nebo Junior EuroSong) je mezinárodní pěvecká soutěž, kterou od roku 2003 pořádá Evropská vysílací unie (EVU). Koná se každý rok v jiném evropském městě, ale totéž město může soutěž hostit vícekrát.
Soutěž má mnoho společného s Eurovision Song Contest, proto také nese podobný název. Každý zúčastněný stát nominuje jednoho interpreta, přičemž soutěže se mohou účastnit pouze zpěváci ve věku od 9 do 14 let a píseň musí být dlouhá maximálně 3 minuty. Hlasovat mohou diváci z celého světa formou online hlasování a body udělují také národní poroty z každé zúčastněné země. Vítězem se stává ten, kdo získá nejvíce bodů po sečtení všech hlasů.

## Historie

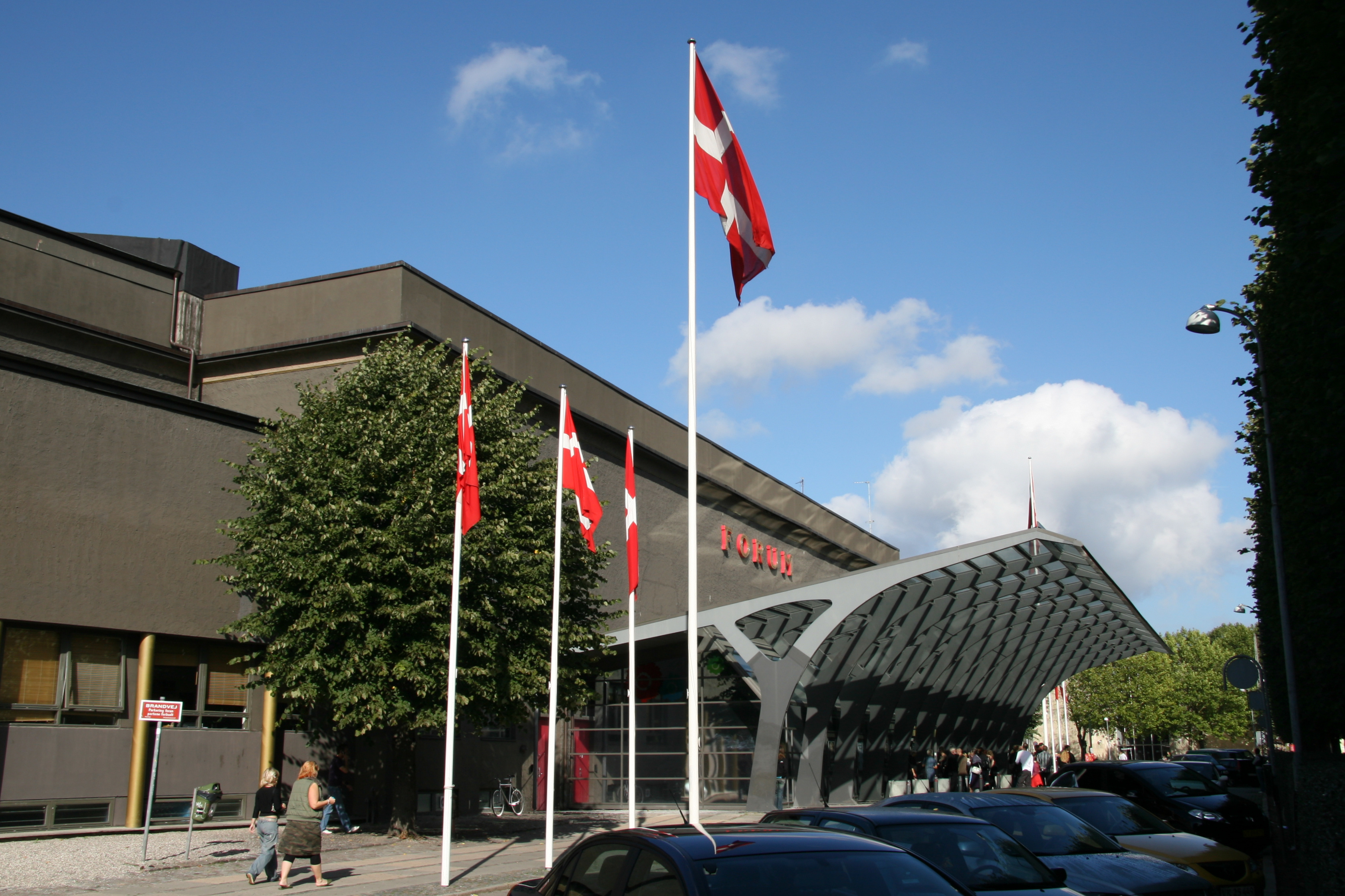
Forum v Kodani v Dánsku hostilo zahajovací ročník soutěže v roce.

V letech 2000 a 2001 byla v Dánsku uspořádána pěvecká soutěž pro děti. V roce 2002 se do soutěže zapojily také další skandinávské země, a to Norsko a Švédsko. V letech 2001 a 2002 byla v Polsku ve městě Konin uspořádána mezinárodní pěvecká soutěže pro děti, poprvé nesla název Eurokonkurs, podruhé Światowy Konkurs Piosenki.
V listopadu 2002 se EVU rozhodla pěveckou soutěž pro děti uspořádat a umožnila přihlášení všem svým členským státům. Pracovní název nové soutěže zněl „Eurovision Song Contest for Children“. O uspořádání premiérového ročníku bylo požádáno Dánsko.
Po úspěšném uspořádání prvního ročníku v Kodani došlo k několika komplikacím. V roce 2007 měla soutěž uspořádat britská televizní stanice ITV v Manchesteru. ITV nicméně oznámila, že z finančních důvodů se soutěž ve Spojeném království nemůže konat. Dalším faktorem, který mohl stát za tímto rozhodnutím, byla slabá sledovanost úvodního ročníku. EVU proto oslovila chorvatskou stanici HRT, která první ročník vyhrála. Zástupci televize ale „zapomněli“ zarezervovat místo, kde se soutěž měla konat. Pouhých pět měsíců před plánovaným odvysíláním ročníku v roce 2004 do procesu vstoupila norská společnost NRK a nabídla uspořádání soutěže v Lillehammeru.
Aby se nic podobného už neopakovalo, musí země od roku 2004 samy zaslat nabídku, pokud chtějí soutěž uspořádat. Belgie se tak v roce 2005 stala první úspěšnou zemí, která se o konání ucházela.
Všechny ročníky byly odvysílány ve formátu 16 : 9 a ve vysokém rozlišení. Z každého ročníku existuje také vyrobené CD s písněmi, které v daném ročníku zazněly. Od roku 2003 byla k dispozici také DVD, kvůli malému zájmu byla ale jejich výroba po 4 letech zastavena.
Od roku 2008 o vítězi soutěže rozhodují hlasy televizních diváků a hlasy národních porot, obě skupiny mají 50 %. V letech 2003–2007 hlasovali pouze diváci. V letech 2003–2005 měli diváci jen asi 10 minut na odhlasování po uvedení všech písní. Mezi lety 2006 až 2010 mohli diváci hlasovat během celého pořadu. Od roku 2011 diváci hlasují po odzpívání všech písní. Zisk z hlasování diváků byl v letech 2007 a 2008 věnován nadaci UNICEF.
Před rokem 2007 musely zúčastněné státy soutěž odvysílat živě, jinak by jim byla uložena pokuta. Toto pravidlo od roku 2008 neplatí, televize mohou soutěž odvysílat s určitým zpožděním v čase, který může být vhodnější pro mladší publikum.

## Formát

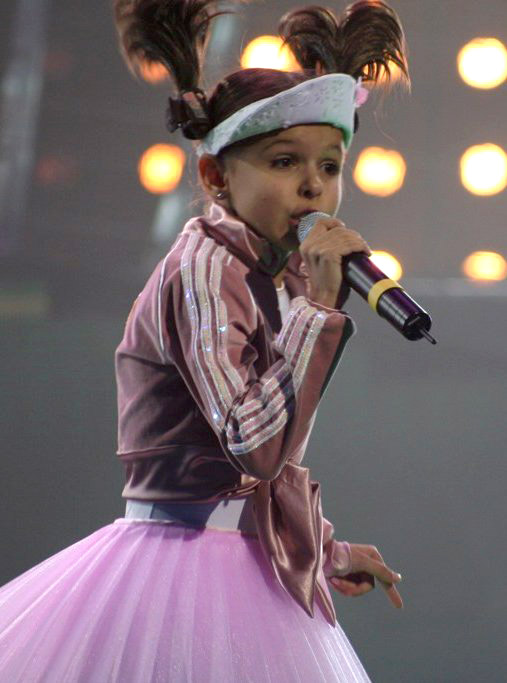
Kseniya Sitnik, vítězka soutěže v roce 2005.

Formát soutěže zůstává prakticky neměnný. Podle EVU je cílem soutěže propagace mladých talentů v oblasti populární hudby, kteří mají možnost utkat se se svými vrstevníky. Soutěž byla vždy vysílána v sobotu na přelomu listopadu a prosince a trvá přibližně dvě hodiny a patnáct minut. Od roku 2016 byl finálový večer přesunut na nedělní večer.
Obvykle soutěž zahajuje slavnostní ceremoniál, během kterého jsou všichni účinkující přivítání, následují soutěžní písně, rekapitulace písní, mezivystoupení, sčítání hlasů, vyhlášení vítěze a závěrečné představení vítězné písně.
Od roku 2008 o vítězi rozhodují diváci a porotci, do té doby hlasovali pouze diváci.
Deset příspěvků, které v každé zemi získá nejvíce hlasů, si mezi sebe rozdělí body, a to od 1 do 8, 10 a 12. Tyto body jsou během živého přenosu vyhlášeny zástupcem dané země, kterému také musí být maximálně 15 let. Po sečtení všech bodů je vyhlášen vítěz.
Do roku 2013 získával vítěz pohár a certifikát. Od roku 2013 získávají pohár a certifikát tři nejlepší.
Soutěž obvykle moderují jeden muž a jedna žena, kteří se pravidelně objevují na pódiu a se soutěžícími v green roomu. Moderátoři se také starají o přehlednost hlasování.
Soutěž se v mnohém podobá formátu Eurovision Song Contest, v řadě bodů se ale odlišuje. Interpret musí být vybrán za pomoci národního televizního finále (pokud EVU neudělí výjimku). Na pódiu může být až 8 osob, v ESC je to pouze 6. V letech 2005 až 2015 získal každý účastník automaticky 12 bodů, aby nikdo neskončil bez bodu.

## Pravidla pro skladby

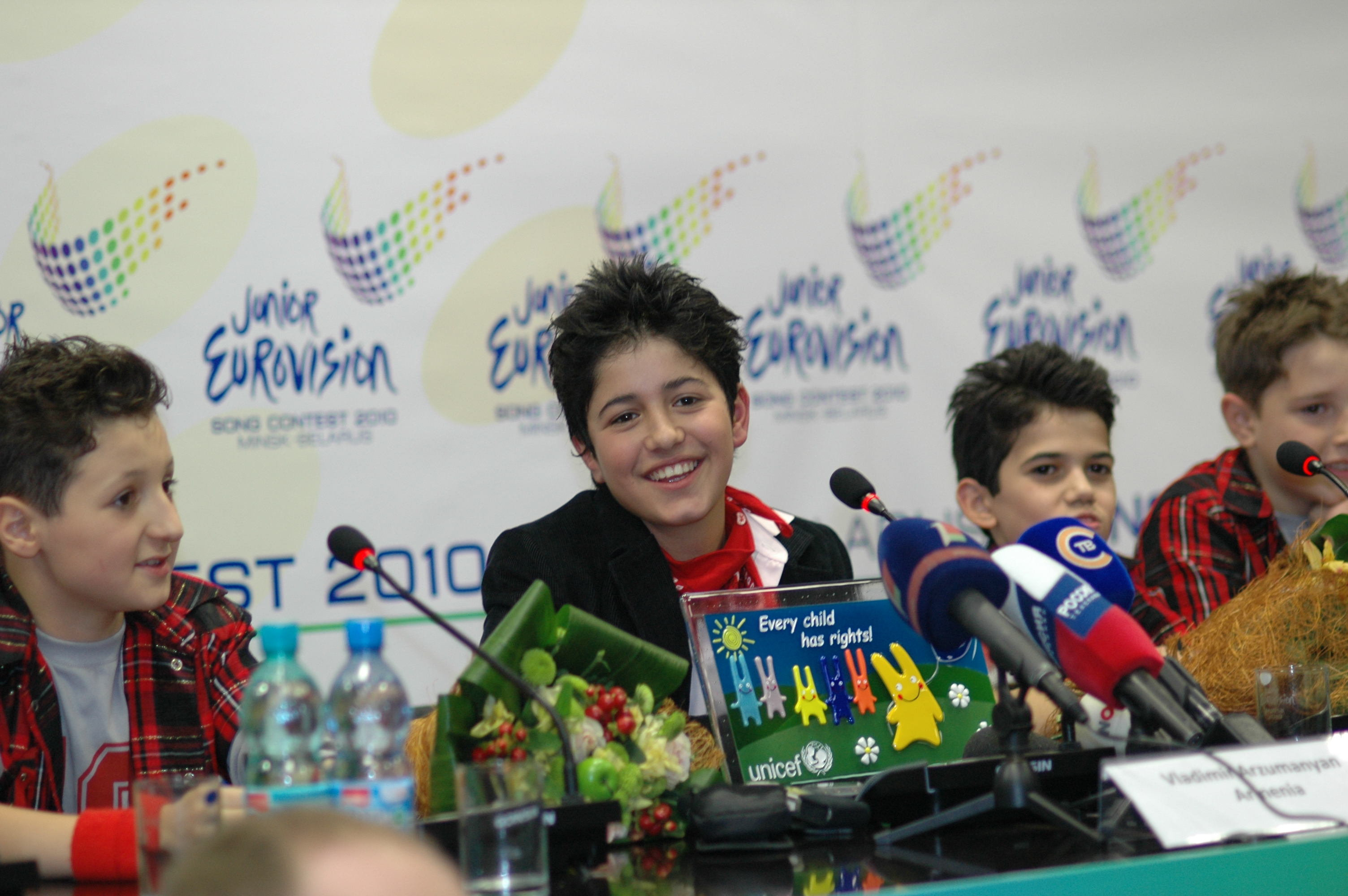
Vladimir Arzumanyan, který vyhrál soutěž v roce 2010 s písní „Mama“.

Píseň musí být napsána a zazpívána v národním jazyce země, několik veršů ale může obsahovat i slova v jiném jazyce. Stejné pravidlo platilo i na Eurovizi v letech 1966–1972 a 1977–1998. Toto pravidlo bylo postupně upravováno – nejprve bylo povoleno mít až 25 % písně v jiném jazyce (obvykle se jednalo o angličtinu). K dalšímu uvolnění pravidla došlo v roce 2017, od té doby může být v jiném jazyce až 40 % skladby.
V úvodních letech se soutěže mohly účastnit děti od 8 do 15 let, v roce 2007 ale došlo ke zúžení věkové hranice a až do roku 2015 byla soutěž přístupná dětem od 10 do 15 let. K další úpravě věkové hranice došlo v roce 2016, od té doby mohou soutěžit děti od 9 do 14 let.
Do soutěže mohou být přihlášeny pouze takové skladby, které nebyly do té doby veřejně zveřejněny a které jsou maximálně 3 minuty dlouhé. Od roku 2003 do roku 2006 navíc platilo pravidlo, že přihlásit se může pouze ten, kdo dosud nevydal žádnou skladbu – pravidlo bylo ale v roce 2007 zrušeno, čímž byla umožněna účast i zkušenějším zpěvákům a kapelám. S tímto krokem ale nesouhlasila norská NRK, která se proto rozhodla soutěž opustit.
V roce 2008 byla umožněna asistence dospělých osob při skládání soutěžních písní. Do té doby platila věková hranice 10–15 let i pro skladatele.

### Slogany
Každý ročník od roku 2005 má svůj slogan, který vybírá pořadatelská země.
| Rok  | Země       | Město     | Slogan                |
| ---- | ---------- | --------- | --------------------- |
| 2005 | Belgie     | Hasselt   | Let's Get Loud        |
| 2006 | Rumunsko   | Bukurešť  | Let the Music Play    |
| 2007 | Nizozemsko | Rotterdam | Make a Big Splash     |
| 2008 | Kypr       | Limassol  | Fun in the Sun        |
| 2009 | Ukrajina   | Kyjev     | For the Joy of People |
| 2010 | Bělorusko  | Minsk     | Feel the Magic        |
| 2011 | Arménie    | Jerevan   | Reach for the top!    |
| 2012 | Nizozemsko | Amsterdam | Break the Ice         |
| 2013 | Ukrajina   | Kyjev     | Be Creative           |
| 2014 | Malta      | Marsa     | #Together             |
| 2015 | Bulharsko  | Sofie     | #Discover             |
| 2016 | Malta      | Valletta  | Embrace               |
| 2017 | Gruzie     | Tbilisi   | Shine Bright          |
| 2018 | Bělorusko  | Minsk     | #LightUp              |
| 2019 | Polsko     | Gliwice   | Share the Joy         |
| 2020 | Polsko     | Varšava   | #MoveTheWorld         |
| 2021 | Francie    | Paříž     | Imagine               |
| 2022 | Arménie    | Jerevan   | Spin the Magic        |
| 2023 | Francie    | Nice      | Heroes                |
| 2024 | Španělsko  | Madrid    | Let's Bloom           |

## Účastníci

Účast od roku 2003.

Pouze aktivní členové EVU se mohou soutěže zúčastnit a hlasovat, ostatní země ale mohou v případě zájmu soutěž vysílat.
Účast v soutěži se každý rok znatelně mění. Původní skandinávské země opustily soutěž v roce 2006, protože zacházení se soutěžícími bylo podle nich neetické, a obnovili vysílání MGP Nordic. Všech ročníků se zúčastnilo pouze Nizozemsko.
Alespoň jednou se zúčastnilo 40 zemí. V seznamu jsou uvedeny všechny země, které se soutěže zúčastnily, spolu s rokem, ve kterém soutěžily poprvé.
| Rok  | Země               |
| ---- | ------------------ |
| 2003 | Bělorusko          |
| 2003 | Belgie             |
| 2003 | Chorvatsko         |
| 2003 | Kypr               |
| 2003 | Dánsko             |
| 2003 | Řecko              |
| 2003 | Lotyšsko           |
| 2003 | Malta              |
| 2003 | Nizozemsko         |
| 2003 | Severní Makedonie  |
| 2003 | Norsko             |
| 2003 | Polsko             |
| 2003 | Rumunsko           |
| 2003 | Španělsko          |
| 2003 | Švédsko            |
| 2003 | Spojené království |

| Rok  | Země                |
| ---- | ------------------- |
| 2004 | Francie             |
| 2004 | Švýcarsko           |
| 2005 | Rusko               |
| 2005 | Srbsko a Černá Hora |
| 2006 | Portugalsko         |
| 2006 | Srbsko              |
| 2006 | Ukrajina            |
| 2007 | Arménie             |
| 2007 | Bulharsko           |
| 2007 | Gruzie              |
| 2007 | Litva               |
| 2010 | Moldavsko           |
| 2012 | Albánie             |
| 2012 | Ázerbájdžán         |
| 2012 | Izrael              |
| 2013 | San Marino          |

| Rok  | Země       |
| ---- | ---------- |
| 2014 | Itálie     |
| 2014 | Černá Hora |
| 2014 | Slovinsko  |
| 2015 | Austrálie  |
| 2015 | Irsko      |
| 2018 | Kazachstán |
| 2018 | Wales      |
| 2020 | Německo    |
| 2023 | Estonsko   |

## Vítězové
Soutěž zatím dokázalo vyhrát dvanáct zemí. Pět z nich vyhrálo jednou: Chorvatsko, Itálie, Španělsko, Ukrajina a Nizozemsko. Pět zemí vyhrálo dvakrát: Arménie, Bělorusko, Malta, Polsko a Rusko. Gruzie a Francie soutěž ovládly třikrát. Chorvatsko a Itálie dokázaly vyhrát při své premiéře v soutěži. Pouze Polsko a Francie jsou země, které dokázaly vítězství obhájit.
| Rok  | Datum        | Místo konání | Počet účastníků | Vítěz      | Skladba                         | Interpret           | Body | Rozdíl |
| ---- | ------------ | ------------ | --------------- | ---------- | ------------------------------- | ------------------- | ---- | ------ |
| 2003 | 15. listopad | Kodaň        | 16              | Chorvatsko | „Ti si moja prva ljubav“        | Dino Jelusić        | 134  | 9      |
| 2004 | 20. listopad | Lillehammer  | 18              | Španělsko  | „Antes muerta que sencilla“     | María Isabel        | 171  | 31     |
| 2005 | 26. listopad | Hasselt      | 16              | Bělorusko  | „My vmeste“ (Мы вместе)         | Kseniya Sitnik      | 149  | 3      |
| 2006 | 2. prosinec  | Bukurešť     | 15              | Rusko      | „Vesenniy jazz“ (Весенний джаз) | Tolmachevy Sisters  | 154  | 25     |
| 2007 | 8. prosinec  | Rotterdam    | 17              | Bělorusko  | „S druz'yami“ (С друзьями)      | Alexey Zhigalkovich | 137  | 1      |
| 2008 | 22. listopad | Lemesos      | 15              | Gruzie     | „Bzz..“                         | Bzikebi             | 154  | 19     |
| 2009 | 21. listopad | Kyjev        | 13              | Nizozemsko | „Click Clack“                   | Ralf Mackenbach     | 121  | 5      |
| 2010 | 20. listopad | Minsk        | 14              | Arménie    | „Mama“ (Մամա)                   | Vladimir Arzumanyan | 120  | 1      |
| 2011 | 3. prosinec  | Jerevan      | 13              | Gruzie     | „Candy Music“                   | CANDY               | 108  | 5      |
| 2012 | 1. prosinec  | Amsterdam    | 12              | Ukrajina   | „Nebo“ ({Небо)                  | Anastasiya Petryk   | 138  | 35     |
| 2013 | 30. listopad | Kyjev        | 12              | Malta      | „The Start“                     | Gaia Cauchi         | 130  | 9      |
| 2014 | 15. listopad | Marsa        | 16              | Itálie     | „Tu primo grande amore“         | Vincenzo Cantiello  | 159  | 12     |
| 2015 | 21. listopad | Sofie        | 17              | Malta      | „Not My Soul“                   | Destiny Chukunyere  | 185  | 9      |
| 2016 | 20. listopad | Valletta     | 17              | Gruzie     | „Mzeo“ (მზეო)                   | Mariam Mamadashvili | 239  | 7      |
| 2017 | 26. listopad | Tbilisi      | 16              | Rusko      | „Wings“                         | Polina Bogusevich   | 188  | 3      |
| 2018 | 25. listopad | Minsk        | 20              | Polsko     | „Anyone I Want to Be“           | Roksana Węgiel      | 215  | 12     |
| 2019 | 24. listopad | Gliwice      | 19              | Polsko     | „Superhero“                     | Viki Gabor          | 278  | 51     |
| 2020 | 29. listopad | Varšava      | 12              | Francie    | „J'imagine“                     | Valentina           | 200  | 48     |
| 2021 | 19. prosinec | Paříž        | 19              | Arménie    | „Qami Qami“ (Քամի Քամի)         | Maléna              | 224  | 6      |
| 2022 | 11. prosinec | Jerevan      | 16              | Francie    | „Oh maman!“                     | Lissandro           | 203  | 23     |
| 2023 | 26. listopad | Nice         | 16              | Francie    | „Cœur“                          | Zoé Clauzure        | 228  | 27     |
| 2024 | 16. listopad | Madrid       | 17              | Gruzie     | „To My Mom“                     | Andria Putkaradze   | 239  | 26     |

## Eurovision Song Contest
V seznamu jsou uvedeni účastníci Junior Eurovision Song Contest, kteří se zúčastnili také hlavní soutěže. Od roku 2014 je vítěz juniorské soutěže zván jako host do následujícího ročníku ESC.
| Země       | Účastník             | Rok JESC | Rok ESC | Poznámka                                                                            |
| ---------- | -------------------- | -------- | ------- | ----------------------------------------------------------------------------------- |
| Polsko     | Weronika Bochat      | 2004     | 2010    | Doprovodná zpěvačka Marcina Mrozińskiho                                             |
| Srbsko     | Nevena Božović       | 2007     | 2013    | Jako součást uskupení Moje 3, skončili na 11. místě v 1. semifinále                 |
| Srbsko     | Nevena Božović       | 2007     | 2019    | Soutěžila s písní „Kruna“, umístila se na 18. místě ve finále                       |
| Rusko      | Tolmachevy Sisters   | 2006     | 2014    | Soutěžily s písní „Shine“, ve finále skončily na 7. místě                           |
| San Marino | Michele Perniola     | 2013     | 2015    | Soutěžila v duetu s písní „Chain of Lights“, skončili na 16. místě ve 2. semifinále |
| San Marino | Anita Simoncini      | 2014     | 2015    | Soutěžila v duetu s písní „Chain of Lights“, skončili na 16. místě ve 2. semifinále |
| Arménie    | Monica Manucharova   | 2008     | 2016    | Doprovodná zpěvačka Ivety Mukuchyan                                                 |
| Arménie    | Monica Manucharova   | 2008     | 2018    | Doprovodná zpěvačka Sevaka Khanagyana                                               |
| Nizozemsko | O'G3NE               | 2007     | 2017    | Soutěžili s písní „Lights and Shadows“, skončili na 11. místě ve finále             |
| Litva      | Ieva Zasimauskaitė   | 2007     | 2018    | Soutěžila s písní „When We're Old“, skončila na 12. místě ve finále                 |
| Malta      | Destiny Chukunyere   | 2015     | 2019    | Doprovodná zpěvačka Michela                                                         |
| Malta      | Destiny Chukunyere   | 2015     | 2020    | Měla soutěžit s písní „All of My Love“, soutěž byla ale zrušena                     |
| Malta      | Destiny Chukunyere   | 2015     | 2021    | Soutěžila s písní „Je me casse“, skončila na 7. místě ve finále                     |
| Nizozemsko | Stefania Liberakakis | 2016     | 2020    | Měla reprezentovat Řecko s písní „Supergirl“, soutěž byla ale zrušena               |
| Nizozemsko | Stefania Liberakakis | 2016     | 2021    | Reprezentovala Řecko s písní „Last Dance“, skončila na 10. místě ve finále          |
| Gruzie     | Iru Khechanovi       | 2011     | 2023    | Vystoupila s písní „Echo“ a obsadila 12. místo ve 2. semifinále                     |
| Litva      | Silvester Belt       | 2010     | 2024    |                                                                                     |